# Cerithiopsis perlata
Cerithiopsis perlata là một loài ốc biển, động vật chân bụng trong họ Cerithiopsidae, được tìm thấy ở các vùng nước thuộc châu Âu. Nó được Monterosato mô tả năm 1889.